# Philips Koninck

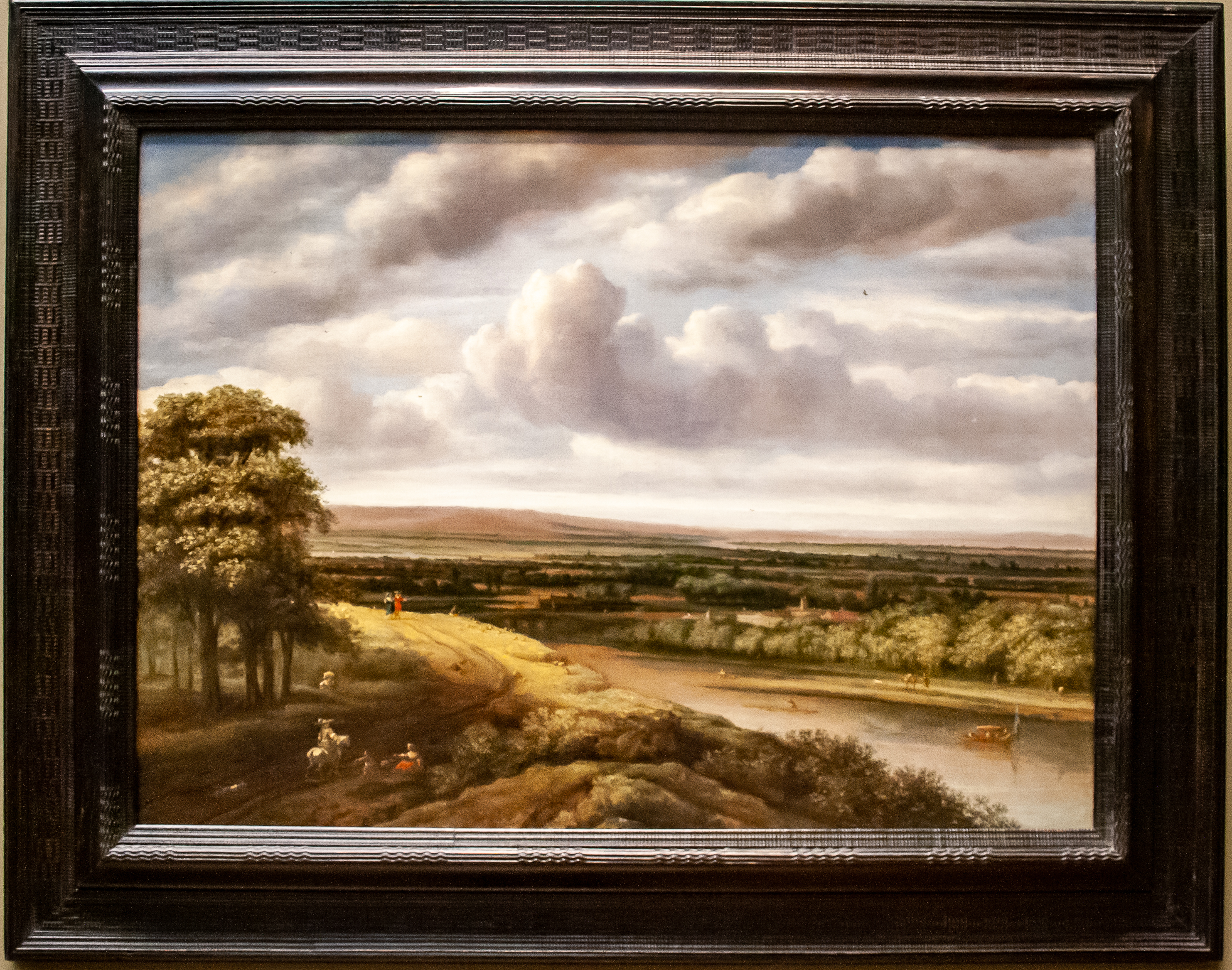
Egyik jellegzetes tájképe a New York-i Metropolitanben

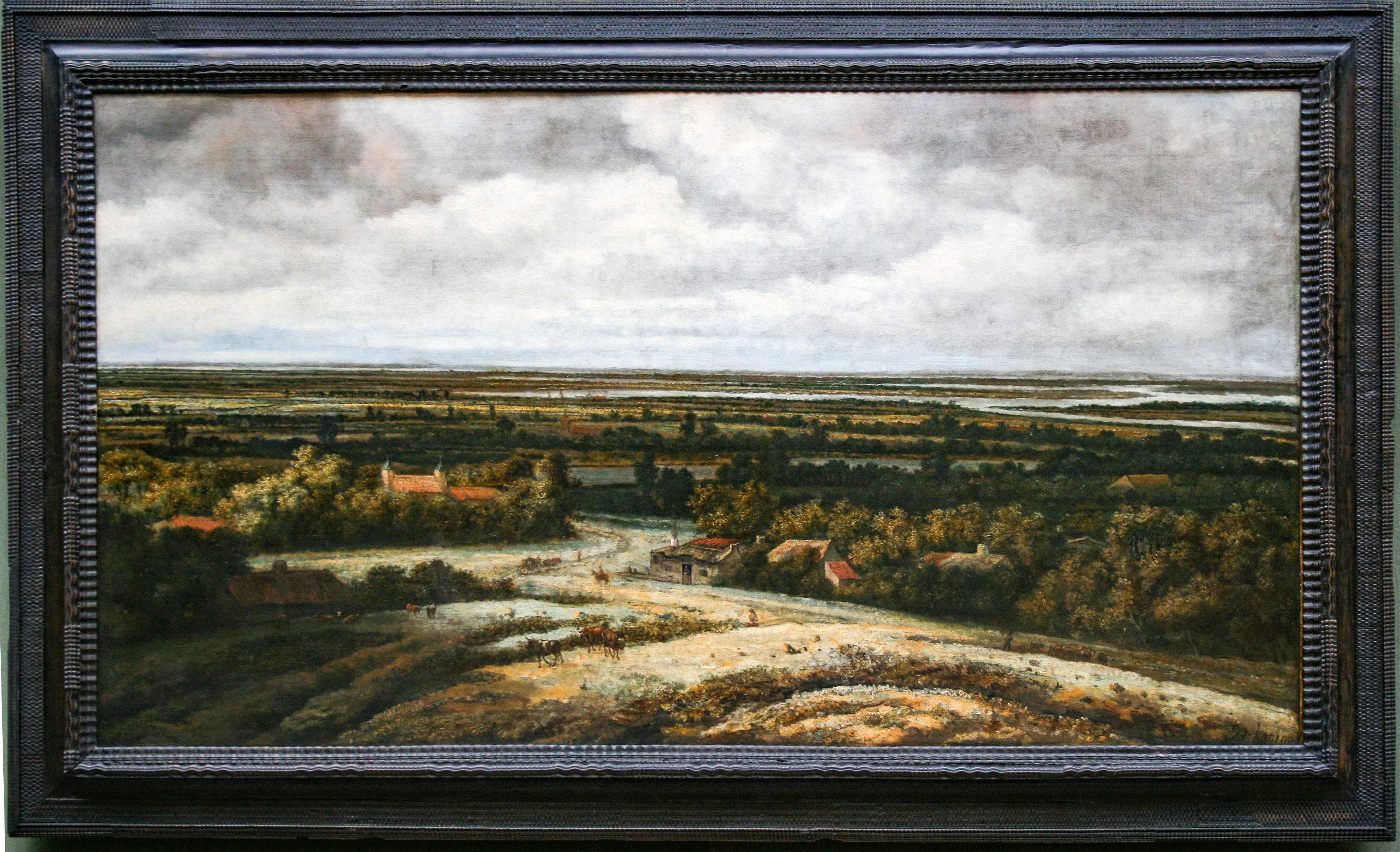
Holland tájképe a berlini Gemäldegalerieben

Philips Koninck (Amszterdam, 1619. november 5. vagy 1619. november 13. – Amszterdam, 1688. október 4.) a holland festészet aranykorának festője. Elsősorban tájképeket és portrékat festett. Bátyja, Jacob Koninck szintén tájképfestő volt.

## Élete és munkássága
Jómódú aranyműves hatodik fia volt. 1637-ben Rotterdamba utazott, ahol 1640-ig öt évvel idősebb bátyja Jacob Koninck festő tanítványa volt.
1640-ben feleségül vette Cornelia Furneriust, Abraham Furneriusnak, Rembrandt tanítványának a nővérét és Amszterdamba költözött, ahol egy ideig Rembrandt műhelyében dolgozott. Hatással volt rá nagybátyja, Salomon Koninck is, aki Rembrandt stílusában festett.
Felesége már két év házasság után elhunyt. 1657-ben újra nősült, felesége Margaretha van Rijn lett. Amszterdamban a Keizersgrachton laktak, nyolc gyermekük született. Ekkoriban hajózási vállalkozó is volt, hajójáratot üzemeltetett Amszterdam és Rotterdam között. Ebben a korban más festők is vállalkozásokkal egészítették kijövedelmüket, mint Jan Steen és Johannes Vermeer.
Életre szóló jóbarátja volt Joost van den Vondel író, költő, akiről több portrét is készített.
Külföldön is ismerték munkásságát, ennek jele volt, hogy egyik önarcképe bekerült a toszkánai nagyherceg önarckép-gyűjteményébe. Tájképe hasonló összegekért keltek el, mint kortársaié. 1650 és 1670 között számos jómódú polgárról készített portrét.
Élete utolsó tíz évében már keveset alkotott; 1686-ban megbetegedett és két évvel később meghalt. Temetési költségei 600 guldent tettek ki, ami a korban egy évi fizetésnek felelt meg. Halála után munkássága gyorsan háttérbe szorult.
Főleg tájképeket, zsánerképeket és portrékat alkotott, amely utóbbiak életében nagyon divatosak voltak. Az utókor főleg tájképeit értékeli nagyra: a a holland festészet aranykorának képviselői közül a főleg a holland tájat megörökítő tájképeivel tűnik ki. Széles és lapos tájait pontokból építette fel képein.
Panorámaképei mintha egy magaslatról készültek volna (de ilyenek nincsenek a holland tájban). Festményeit általában a horizont osztja két egyenlő részre. Kezdetben még nemesembereket, palotákat is szerepeltetett staffázsként a képein, de később letisztult a stílusa, közelítve a holland táj realitásaihoz.
Művei a világ számos nagy múzeumában megtalálhatók.

## Fordítás
- Ez a szócikk részben vagy egészben  a   Philips Koninck című holland Wikipédia-szócikk ezen változatának fordításán alapul.  Az eredeti cikk szerkesztőit annak laptörténete sorolja fel. Ez a jelzés csupán a megfogalmazás eredetét és a szerzői jogokat jelzi, nem szolgál a cikkben szereplő információk forrásmegjelöléseként.